# Phong Hóa (xã)
Phong Hóa là một xã thuộc huyện Tuyên Hóa, tỉnh Quảng Bình, Việt Nam.
Xã Phong Hóa có diện tích 27,94 km², dân số năm 2019 là 4.544 người, mật độ dân số đạt 163 người/km².